# George Villiers, IV conte di Clarendon
George William Villiers, quarto conte di Clarendon (George William Frederick Villiers, 4th Earl of Clarendon; Londra, 12 gennaio 1800 – Londra, 27 giugno 1870), è stato un politico britannico.
Conte (in inglese Earl), ministro degli Esteri della Gran Bretagna dal 1853 al 1858, dal 1865 al 1866, e dal 1868 al 1870. Fu esponente di primo piano del partito Whig.
Come ministro degli Esteri dovette gestire le relazioni internazionali durante la guerra di Crimea, dopo la quale, al Congresso di Parigi, fu capo-legazione della Gran Bretagna. In questa occasione, durante la discussione sulla Questione italiana, prese posizione contro lo Stato pontificio e il governo del Regno delle Due Sicilie.

## Prima del Ministero degli Esteri
Entrato nel St John's College di Cambridge nel 1816, Clarendon si laureò nel 1820, anno nel quale partì come addetto all'ambasciata britannica a San Pietroburgo, rimanendovi fino al 1823. Al suo ritorno in Gran Bretagna occupò un posto di responsabilità all'Ufficio dogane per dieci anni.

Il 16 agosto 1833 fu nominato ambasciatore a Madrid, dove, scoppiata la guerra civile per motivi di successione, si schierò con i costituzionalisti della reggente Maria Cristina di Borbone, che riuscì a conservare il trono della figlia Isabella contro le mire di Don Carlos di Borbone.
Il 4 giugno 1839 sposò la vedova Lady Katherine Foster-Barham (una figlia di James Grimston, 1º Conte di Verulam), dalla quale ebbe otto figli, fra cui Lady Emily Villiers.
Lo stesso anno entrò nella Camera dei Lord e dal 1839 al 1841 ricoprì la carica di Lord del Sigillo Privato nel governo Whig di Melbourne. Nel 1846 ottenne la carica di ministro del Commercio (Board of Trade) nel primo governo Whig di John Russell, che nel 1847 lo nominò Luogotenente dell'Irlanda.
Durante questa esperienza Clarendon iniziò le riforme agrarie, ma mantenne la pace sociale con difficoltà, malgrado fosse ben intenzionato nei confronti dei cattolici. Nel 1852 il nuovo primo ministro, il conservatore Lord Derby lo richiamò a Londra, ritenendolo troppo debole.

## Ministro degli Esteri 1853-1858
Nel 1853 entrò nel governo di coalizione di Aberdeen, ricoprendo la carica di Ministro degli Esteri anche nel successivo governo Palmerston. Quest'ultimo esecutivo seguì quello di Aberdeen dopo un attacco del Times, che nel febbraio del 1855 aveva denunciato l'incompetenza con cui veniva condotta la guerra in Crimea.

### La Guerra di Crimea
All'epoca in cui Clarendon fu ministro degli Esteri, Russia e Gran Bretagna si fronteggiavano in Asia centrale per ampliare le loro sfere d'influenza coloniale (il cosiddetto “Grande Gioco”). Fu dunque naturale che, nel luglio del 1853, quando le truppe russe attraversarono il fiume Prut con l'intenzione di attaccare i principati ottomani di Moldavia e Valacchia, il Ministro degli Interni Palmerston proponesse, a scopo dimostrativo, il passaggio della flotta britannica del Mediterraneo nel Mar Nero. Il governo, però, ritenne non ancora venuto il momento dell'azione.
Sennonché, due mesi dopo, quando un primo tentativo austriaco di porre fine alla crisi fallì, l'ambasciatore francese a Londra Walewski propose a Clarendon (ministro degli Esteri da febbraio) che le flotte francese e inglese attraversassero insieme i Dardanelli. Il giorno successivo, il 23 settembre 1853, Aberdeen e Clarendon, senza consultare nessun altro componente del governo, accettarono. Per Clarendon, questa fu una risposta politica al Ministro degli Esteri russo Nesselrode.

Passato il Bosforo, le flotte alleate entrarono nel Mar Nero per riportare alla ragione la Russia. Incoraggiati dalla mossa anglo-francese, i turchi, che fino a quel momento non avevano risposto militarmente alle provocazioni, passarono il Danubio (23 ottobre 1853), uccidendo alcuni russi. La crisi parve precipitare e Clarendon parlò di “turchi bestiali”.
Scoppiata la guerra con la Russia (marzo 1854), Clarendon ebbe più volte occasione di dimostrarsi pessimista sull'esito del conflitto.

Dopo la battaglia di Balaclava, nel novembre 1854, egli temette una “colossale catastrofe” e quando si ebbero nelle trattative delle divergenze con i francesi (novembre 1855), pensò che la Francia avrebbe concluso una pace separata e che la Gran Bretagna non avrebbe potuto continuare la guerra da sola, definendo “ladri in guanti gialli” i diplomatici di Parigi.

### Il Congresso di Parigi

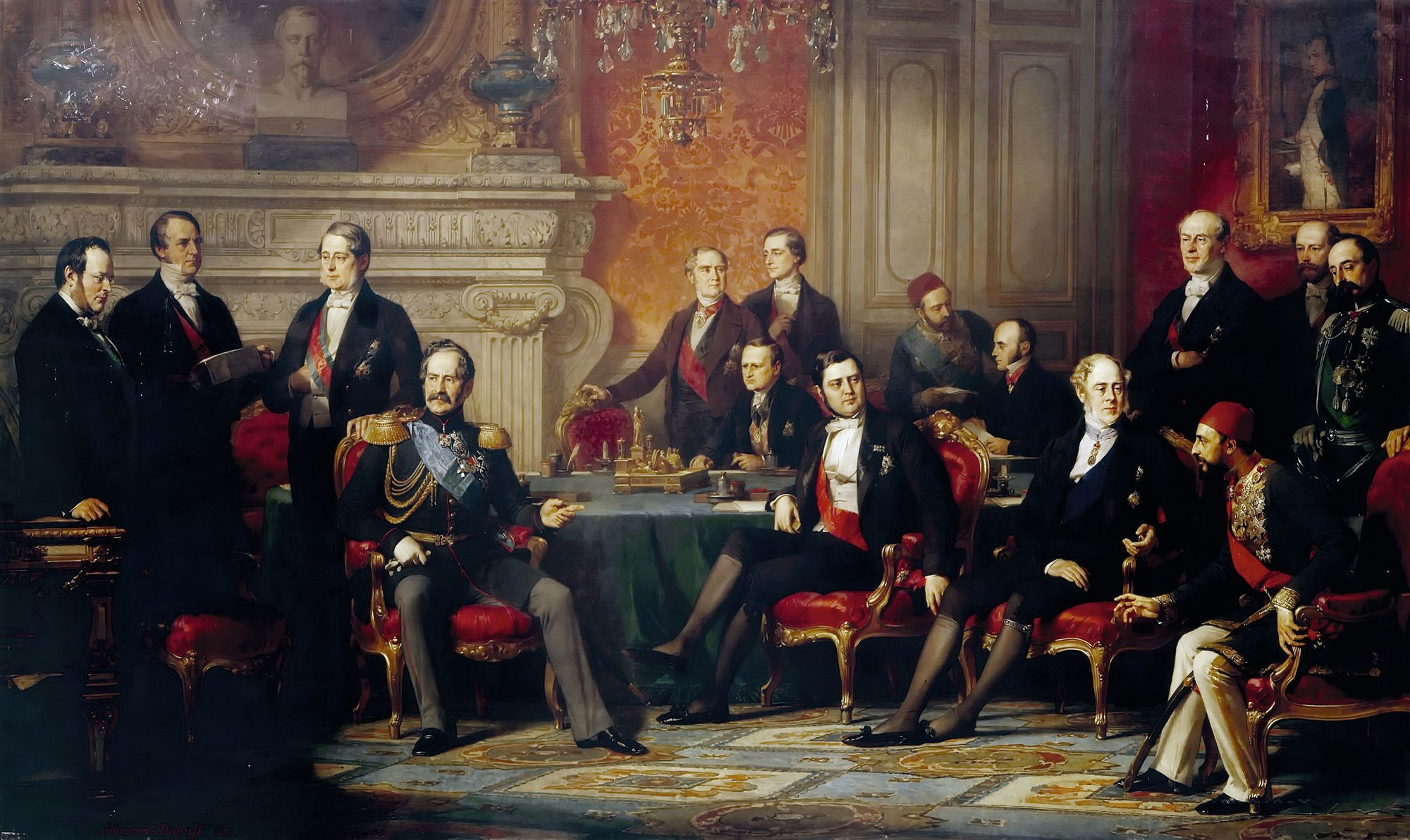
Il Congresso di Parigi. Il primo delegato a sinistra è Cavour (Regno di Sardegna), il terzo Buol-Schauenstein (Impero austriaco). Seduti: da sinistra, Orlov (Impero russo) e, al di là del tavolo, Manteuffel (Regno di Prussia); al di qua del tavolo Walewski (Francia), Clarendon (Gran Bretagna) e Alì (Impero ottomano). L'ultimo personaggio a destra in piedi è l'ambasciatore piemontese Villamarina.

Dopo la vittoria di Francia, Gran Bretagna, Turchia e Regno di Sardegna, ai quali si era aggiunto l'appoggio politico dell'Austria, la Russia, sconfitta, dovette cedere alle pesanti clausole del Trattato di Parigi.

Clarendon, plenipotenziario alle trattative, si dimostrò con i russi più morbido di quello che avrebbe sperato Palmerston, che dovette, il 29 febbraio 1856, inviargli un duro telegramma con il quale gli intimava di bloccare ogni velleità russa sulla fortezza turca di Kars, conquistata subito prima dell'armistizio. Da quel momento la Gran Bretagna al congresso assunse il ruolo di salvaguardia dell'integrità territoriale dell'Impero ottomano.

### La Questione italiana

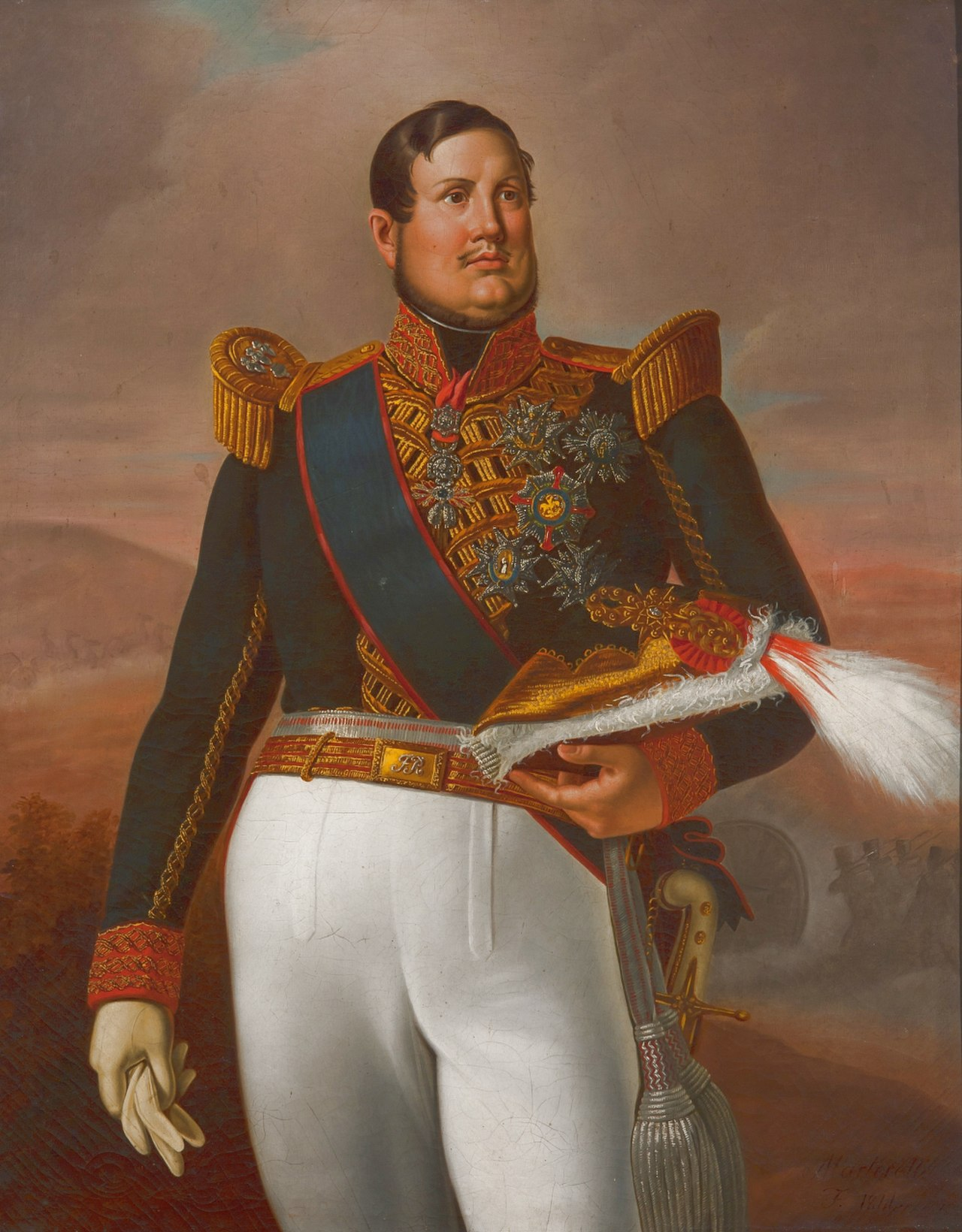
Ferdinando II di Borbone. Dopo il discorso di Clarendon del 1856 sul malgoverno del Regno delle Due Sicilie, Londra e Parigi ruppero le relazioni con Napoli.

Terminata la fase delle trattative, Clarendon, l'8 aprile 1856, si distinse per un acceso discorso a favore della risoluzione della Questione italiana che superò, per i contenuti e per i toni, quello, successivo, dello stesso Presidente del Consiglio piemontese Cavour.

Clarendon voleva probabilmente vendicarsi della politica ambigua, tenuta durante la Guerra di Crimea, dall'Austria, avversaria del Piemonte. Nello stesso tempo, un attacco contro il governo clericale di Roma, “sventura d'Europa”, sarebbe stato un modo facile per guadagnarsi il favore dei protestanti inglesi.

Durante il suo discorso Clarendon attaccò il regime del papa, da riformare radicalmente per mettere fine ad una occupazione austriaca che turbava l'ordine sancito dal Congresso di Vienna e inveì contro il governo del Regno delle due Sicilie di Ferdinando II, al quale le potenze progressiste dovevano imporre di ascoltare la voce della giustizia e dell'umanità. Subito dopo il Congresso di Parigi, di fronte alla resistenza di Ferdinando a cambiare metodi, Londra e Parigi ruppero le relazioni con il governo delle Due Sicilie.
Tuttavia, Cavour fu deluso dai risultati, molto scarsi, ottenuti dal Piemonte al Congresso e ne mise a parte Clarendon, il quale parlò di appoggiare il Piemonte nella successiva guerra contro l'Austria, per la quale, però, non era arrivato ancora il momento. Incoraggiò anche Cavour ad andare a Londra e a parlare con la regina Vittoria.

Giunto a Londra il 18 aprile 1856, Cavour si rese conto che, invece, non avrebbe potuto contare su un eventuale appoggio inglese, vedendo sfumare nel nulla le promesse di Clarendon.
Dal canto suo, Clarendon si risentì dei rapporti di Cavour con i membri dell'opposizione e, dopo un anno (aprile 1857), il governo britannico chiese al Piemonte di diminuire la tensione in Italia nel rispetto del Congresso di Vienna. In realtà Clarendon era caduto sotto l'influenza del Primo Ministro Palmerston, molto più prudente di lui nelle questioni italiane; fin quando, nel luglio del 1857, sulla questione delle elezioni vinte in Moldavia dai separatisti, ci fu la completa rottura. La Francia e il Piemonte definirono inattendibili i risultati, mentre la Gran Bretagna, che era per mantenere separati i due Principati danubiani, li dichiarò validi assieme all'Austria. Clarendon rinfacciò ai rappresentanti piemontesi che era solo grazie a Londra che il Regno di Sardegna aveva trovato una posizione in Europa e che, se il Piemonte si fosse trovato in difficoltà con l'Austria, non avrebbe potuto contare sull'aiuto inglese.

Inoltre, quando nel 1862 le lettere di Cavour sull'appoggio della Gran Bretagna furono pubblicate, Clarendon smentì alla Camera dei Lord di avere mai fatto le dichiarazioni attribuitegli da Cavour. Sembra, comunque, veritiero che Clarendon non diede alla parole di Cavour significato pratico, dato che lo stesso Cavour si riferiva a iniziative militari rinviate ad un futuro imprecisato.

## Ministro degli Esteri 1865-1866 e 1868-1870

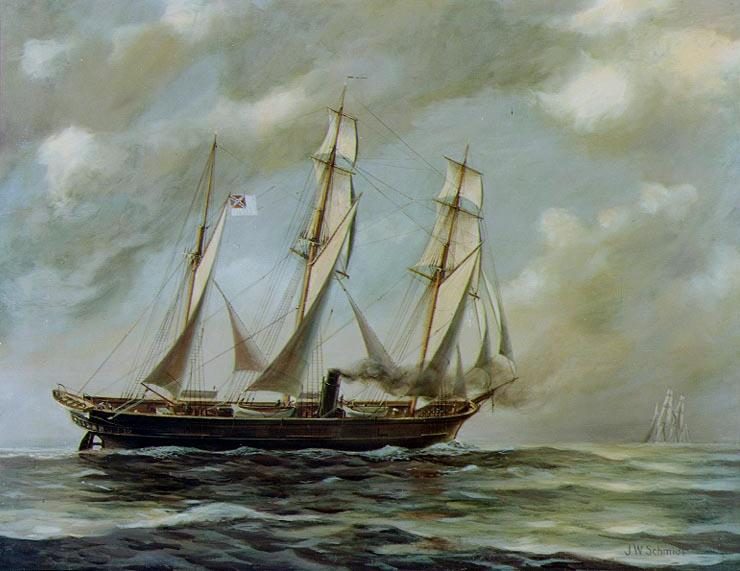
La CSS Alabama costruita dalla Gran Bretagna per gli Stati confederati durante la guerra di secessione. Clarendon avviò una procedura di arbitraggio per risolvere la crisi con gli USA.

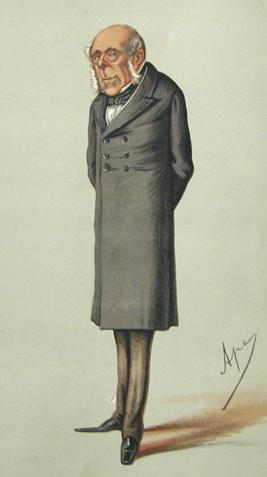
Lord Clarendon in una caricatura di Carlo Pellegrini del 1869

I tre uomini politici a cui fu affidata la politica estera britannica subito dopo la morte di Palmerston (ottobre 1865) e cioè Clarendon, Edward Derby e Granville erano, ognuno nel suo stile, politici adatti a condurre una politica anti-interventista.

Tale politica si era resa necessaria per il crescente peso dell'impero marittimo britannico, soprattutto in America settentrionale (Canada). La vittoria dell'Unione nella Guerra di secessione aveva determinato, infatti, la condizione per cui l'unica politica realistica per Londra consisteva nell'evitare ogni attrito con gli Stati Uniti.

Ritornato ministro degli Esteri nel 1868 con il primo governo Gladstone, Clarendon scrisse alla Regina Vittoria a proposito degli obblighi europei della Gran Bretagna:

«Sembra essere dovere del governo di Sua Maestà tenere presente quanto siano diverse oggi le condizioni di questo Paese rispetto al momento in cui furono conclusi quei trattati, e, se il loro rispetto dovesse trascinarci in una guerra in Europa, noi ci troveremmo immediatamente chiamati a difendere il Canada dall'invasione americana e il nostro commercio dalla pirateria americana».
In questo delicato contesto, Clarendon si trovò a gestire il caso della nave da guerra CSS Alabama, costruita in Gran Bretagna nel 1862, durante la guerra di secessione, per gli Stati confederati. Ora gli Stati Uniti chiedevano un indennizzo per le perdite che la nave aveva procurato al commercio dell'Unione. Clarendon avviò la procedura per una soluzione arbitrale della questione che si chiuderà solo nel 1872 con la sentenza di Ginevra del 14 settembre, per la quale la Gran Bretagna pagherà agli Stati Uniti 15.500.000 dollari.
Ormai al termine della sua carriera, Clarendon propose, invano, a Francia e Prussia una riduzione degli armamenti. La Guerra franco-prussiana scoppiò neanche un mese dopo la sua morte, che avvenne a Londra il 27 giugno 1870. Prese il suo posto al Ministero degli Esteri Lord Granville.

## Ascendenza
|                                        |             |                                    | Genitori                                                  |  |  | Nonni |  |  | Bisnonni                             |  |  | Trisnonni                          |  |
|                                        |             |                                    |                                                           |  |  |       |  |  | William Villiers, II conte di Jersey |  |  | Edward Villiers, I conte di Jersey |  |
|                                        |             |                                    |                                                           |  |  |       |  |  | William Villiers, II conte di Jersey |  |  | Edward Villiers, I conte di Jersey |  |
|                                        |             | Barbara Chiffinch                  |                                                           |  |  |       |  |  | William Villiers, II conte di Jersey |  |  |                                    |  |
| Thomas Villiers, I conte di Clarendon  |             |                                    |                                                           |  |  |       |  |  | William Villiers, II conte di Jersey |  |  |                                    |  |
|                                        |             | Judith Herne                       | Frederick Herne                                           |  |  |       |  |  |                                      |  |  |                                    |  |
|                                        |             | Judith Herne                       | Frederick Herne                                           |  |  |       |  |  |                                      |  |  |                                    |  |
|                                        |             | Judith Herne                       | Elizabeth Lisle                                           |  |  |       |  |  |                                      |  |  |                                    |  |
| lord George Villiers                   |             | Judith Herne                       |                                                           |  |  |       |  |  |                                      |  |  |                                    |  |
|                                        |             | William Capell, III conte di Essex | Algernon Capell, II conte di Essex                        |  |  |       |  |  |                                      |  |  |                                    |  |
|                                        |             | William Capell, III conte di Essex | Algernon Capell, II conte di Essex                        |  |  |       |  |  |                                      |  |  |                                    |  |
|                                        |             | William Capell, III conte di Essex | lady Mary Bentinck                                        |  |  |       |  |  |                                      |  |  |                                    |  |
| lady Charlotte Capell                  |             | William Capell, III conte di Essex |                                                           |  |  |       |  |  |                                      |  |  |                                    |  |
|                                        |             | lady Jane Hyde                     | Henry Hyde, IV conte di Clarendon e II conte di Rochester |  |  |       |  |  |                                      |  |  |                                    |  |
|                                        |             | lady Jane Hyde                     | Henry Hyde, IV conte di Clarendon e II conte di Rochester |  |  |       |  |  |                                      |  |  |                                    |  |
|                                        |             | lady Jane Hyde                     | Jane Leveson-Gower                                        |  |  |       |  |  |                                      |  |  |                                    |  |
| George Villiers, IV conte di Clarendon |             | lady Jane Hyde                     |                                                           |  |  |       |  |  |                                      |  |  |                                    |  |
|                                        | John Parker | George Parker                      |                                                           |  |  |       |  |  |                                      |  |  |                                    |  |
|                                        | John Parker | George Parker                      |                                                           |  |  |       |  |  |                                      |  |  |                                    |  |
|                                        | John Parker | Anne Buller                        |                                                           |  |  |       |  |  |                                      |  |  |                                    |  |
| John Parker, I barone Boringdon        | John Parker |                                    |                                                           |  |  |       |  |  |                                      |  |  |                                    |  |
|                                        |             | lady Catherine Poulett             | John Poulett, I conte Poulett                             |  |  |       |  |  |                                      |  |  |                                    |  |
|                                        |             | lady Catherine Poulett             | John Poulett, I conte Poulett                             |  |  |       |  |  |                                      |  |  |                                    |  |
|                                        |             | lady Catherine Poulett             | Bridget Bertie                                            |  |  |       |  |  |                                      |  |  |                                    |  |
| hon. Theresa Parker                    |             | lady Catherine Poulett             |                                                           |  |  |       |  |  |                                      |  |  |                                    |  |
|                                        |             | Thomas Robinson, I barone Grantham | sir William Robinson, I baronetto                         |  |  |       |  |  |                                      |  |  |                                    |  |
|                                        |             | Thomas Robinson, I barone Grantham | sir William Robinson, I baronetto                         |  |  |       |  |  |                                      |  |  |                                    |  |
|                                        |             | Thomas Robinson, I barone Grantham | Mary Aislabie                                             |  |  |       |  |  |                                      |  |  |                                    |  |
| hon. Theresa Robinson                  |             | Thomas Robinson, I barone Grantham |                                                           |  |  |       |  |  |                                      |  |  |                                    |  |
|                                        |             | Frances Worsley                    | Thomas Worsley                                            |  |  |       |  |  |                                      |  |  |                                    |  |
|                                        |             | Frances Worsley                    | Thomas Worsley                                            |  |  |       |  |  |                                      |  |  |                                    |  |
|                                        |             | Frances Worsley                    | Mary Frankland                                            |  |  |       |  |  |                                      |  |  |                                    |  |
|                                        |             | Frances Worsley                    |                                                           |  |  |       |  |  |                                      |  |  |                                    |  |